# Marie Talet
Marie Talet (1884-1944) est une enseignante et résistante, morte en déportation à Ravensbrück.

## Biographie
Marie Georgette Charlotte Talet naît le 14 décembre 1884 à Bordeaux.
Elle est directrice du collège de jeunes filles Joachim-du-Bellay, situé à Angers en 1940. Les locaux sont utilisés par les troupes d’occupation allemandes et le collège dut se réfugier à l’école normale des garçons, rue de la Juiverie (devenue rue Anne Frank). 
Marie Talet est arrêtée le 5 février 1943 avec l’économe, Lucienne Simier et quatre enseignantes du collège : Anne-Marie Baudin, professeur d’anglais ; Marthe Mourbel, professeur de philosophie ; Jeanne Letourneau, professeur d'arts plastiques ; et Marie-Madeleine James. Les six femmes, qui avaient formé un groupe de résistance aidant notamment des réfugiés et des jeunes filles juives, auraient été dénoncées. 
La directrice est accusée d’avoir un « esprit anti-allemand ». Incarcérée à la prison d’Angers, transférée à Romainville, puis à Compiègne d’où elle est déportée le 31 janvier 1944 à Ravensbrück avec ses collègues du lycée.
Conscientes des difficultés immenses auxquelles allaient se heurter les femmes après la libération prévisible des camps, Marie Talet décide, avec Émilie Tillion, Yvonne Leroux, et Annie de Montfort notamment, de former une organisation. Elles veulent préserver l'amitié qui les a unies dans les camps mais aussi apporter à toutes un appui durable au niveau du travail et de la santé.
Marie Talet meurt de la dysenterie dans le camp le 14 décembre 1944. Anne-Marie Baudin est empoisonnée ou gazée ; Marthe Mourbel décède sur le chemin du retour 15 mai 1945, après la libération du camp par les troupes alliées le 20 janvier 1945. Lucienne Simier, Jeanne Letourneau et Marie-Madeleine James reviennent à Angers le 18 avril 1945.

## Odonymie
La ville d’Angers a donné le nom de Marie Talet à un groupe scolaire et à une rue.